# Полуботок Яків Павлович
Яків Павлович Полуботок (1698, Чернігів — 15 квітня 1734, Броди) — бунчуковий товариш.

## Біографія
Старший син майбутнього гетьмана Війська Запорозького Павла Полуботка та Євфимії Самойлович. В 1726–1734 рр. обіймав посаду бунчукового товариша Чернігівського полку. Помер 15 квітня 1734 р. в Бродах перебуваючи в Польському поході.
Згідно з легендою про «Золото Полуботка» саме він в 1720 чи 1723 р. зі слугами на кількох возах доставили в портове місто Архангельськ 200 тис. карбованців золотом в бочках, які пізніше були розміщені в англійському банку.

## Маєтності
Разом з братом володів батьківськими селами Виблі, Піски, Підгірне (68 дворів), а також хутором на урочищі Горки. Крім того у власності був приїжджий двір у с. Полуботках, а також дідівське с. Каруківка.
Окрім вищезгаданого в Переяславському полку володів слобідкою Новою, поселеною ним в 1729 р. над річкою Чумгаком, а також Полуботковою слободою над річкою Трубіж під Переяславом та с. Коломійцями (8 дворів).
10 лютого 1726 р. придбав у ротмістра Якова Семеновича Ялинського с. Жукотки (42 двори) за 2½ тис. золотих. А в 1728 р. у тих же Ялинських також частину ґрунту ігровецького.

## Родина
Був одружений з Оленою Жураковською, донькою ніжинського полковника Лук'яна Жураковського. Про неї відсутні будь-які відомості, крім того, що померла в лютому 1728, народивши в шлюбі трьох дітей:
- Семен Якович (*1724 — †1752) — бунчуковий товариш. Був одружений з Ганною Андріївною Стахович, а після з Анастасією Степанівною Стахович.
- Гафія Яківна (*1726 — †?) — була одружена з бунчуковим товаришем Іваном Івановичем Скоропадським.
- Софія Яківна (*? — †?)

Згідно з «Малоросійським родословником» після смерті батька вони знаходились в опіці свого дядька Андрія, проте український історик і дослідник козацької старовини Володимир Кривошея вказував що єпископ Іродіон (Жураківський) захопив рухоме і нерухоме майно покійного, і взяв в опіку сина і доньку.